# Departament de Rocha
Rocha (en castellà i oficialment Departamento de Rocha) és un departament costaner del sud-est de l'Uruguai. Limita al nord amb el departament de Treinta y Tres, a l'est amb l'estat brasiler de Rio Grande do Sul, al sud amb l'oceà Atlàntic, i a l'oest amb els departaments de Maldonado i Lavalleja.
Amb una superfície de 10.551 km², és el setè departament més gran del país. Va ser creat per decret del parlament el 1880 a partir del territori del departament de Maldonado. La capital departamental és la ciutat de Rocha (situada 210 km a l'est de Montevideo), amb una població de 25.538 habitants.
El 2002, ocupava la setena posició dins de l'Uruguai pel que fa a l'Índex de Desenvolupament Humà, amb 0,756 punts, una xifra comparable amb la de països com Panamà. També, segons les dades del cens del 2004, Rocha tenia 69.937 habitants, essent, per tant, un dels sis departaments menys poblats de l'Uruguai.
Els actuals símbols de Rocha – la bandera i l'escut d'armes – representen la bandera d'Artigas, heroi nacional, i la Fortalesa de Santa Teresa – monument històric del departament que data de l'època colonial – coronada pel Sol de Maig (Sol de Mayo), un símbol nacional present també a l'escut d'armes de l'Uruguai i a la bandera. L'himne del departament és «Aquí nace el Sol de la Patria».

## Etimologia
Abans de l'arribada dels espanyols, tribus indígenes poblaven el territori. Amb les tasques dutes a terme pels colonitzadors europeus, els bovins van començar a cobrar rellevància pel seu cuir, la qual cosa va atreure els contrabandistes i "faeneros" (persones que mataven el bestiar i n'exportaven el cuir, i, en algunes ocasions, la carn, per a consum domèstic), entre els quals hi havia Luis de Rocha, procedent de l'Argentina, i de qui deriva el nom del departament i de la seva capital.

## Història
«Nuestra Señora de los Remedios de Rocha» (actualment Rocha), la capital del departament, va ser fundada el 1793 complint instruccions del virrei Nicolás de Arredondo i per obra del ministre de la Reial Hisenda del Port de Maldonado, Rafael Pérez del Puerto.
En canvi, el departament de Rocha va ser creat posteriorment per llei del 7 de juliol de 1880. Abans formava part de l'actual departament de Maldonado, que comprenia els que són avui Maldonado, Lavalleja i Rocha.
A mitjan segle xviii, Rocha va ser una terra molt cotitzada pels portuguesos, els quals es van assentar a la campanya del Chuy i van intentar excedir els límits que el Tractat de Madrid establia entre les dependències espanyoles i lusitanes sobre la Banda Oriental.

## Geografia
Rocha s'estén al llarg de 170 km de costa oceànica, caracteritzant-se per les seves platges fredes i salades, les seves sorres blanques, les seves zones rocoses, i les vores profundes i costerudes. Això el diferencia d'altres departaments de l'Uruguai com Colonia, San José, Montevideo, Canelones i part de Maldonado, els quals pertanyen a l'estuari del Riu de la Plata.

### Orografia
El departament té grans planes al·luvials i banyats, molts dels quals es presenten una mica tèrbols, i unes vastes complexitats de llacs i llacunes de major envergadura. Muntanyes tals com l'Alférez, el San Miguel entre d'altres, contrasten pels seus acabats rústics amb la simplicitat de les estorades, com ho són els Bañados de las Maravillas, San Miguel, India Muerta, etcètera. Provinents de la Sierra de Carapé, s'endinsen sobre el seu territori les cuchillas (les cuchillas, a l'Uruguai, són cadenes de turons) d'Avaries i Carbonera, culminant en les elevacions de Bella Vista i La Blanqueada. També hi ha serres, com els Ajos i dels Rochas, juntament amb les muntanyes Vigía i Áspero.
El litoral de Rocha es compon d'extenses platges sovint acompanyades de pedrotes sotmeses a l'erosió dels forts corrents marins que solen castigar la costa departamental i, a vegades, representen un perill per als banyistes. S'ajusten a la susdita descripció zones sorrenques com el Cabo de Santa María, Cabo Polonio, Valizas, Punta del Diablo i La Pedrera, entre d'altres. Alguns petits illots com les Illes de Torres, Verde, o la Coronilla són freqüents en distàncies que no se separen gaire de la ribera.

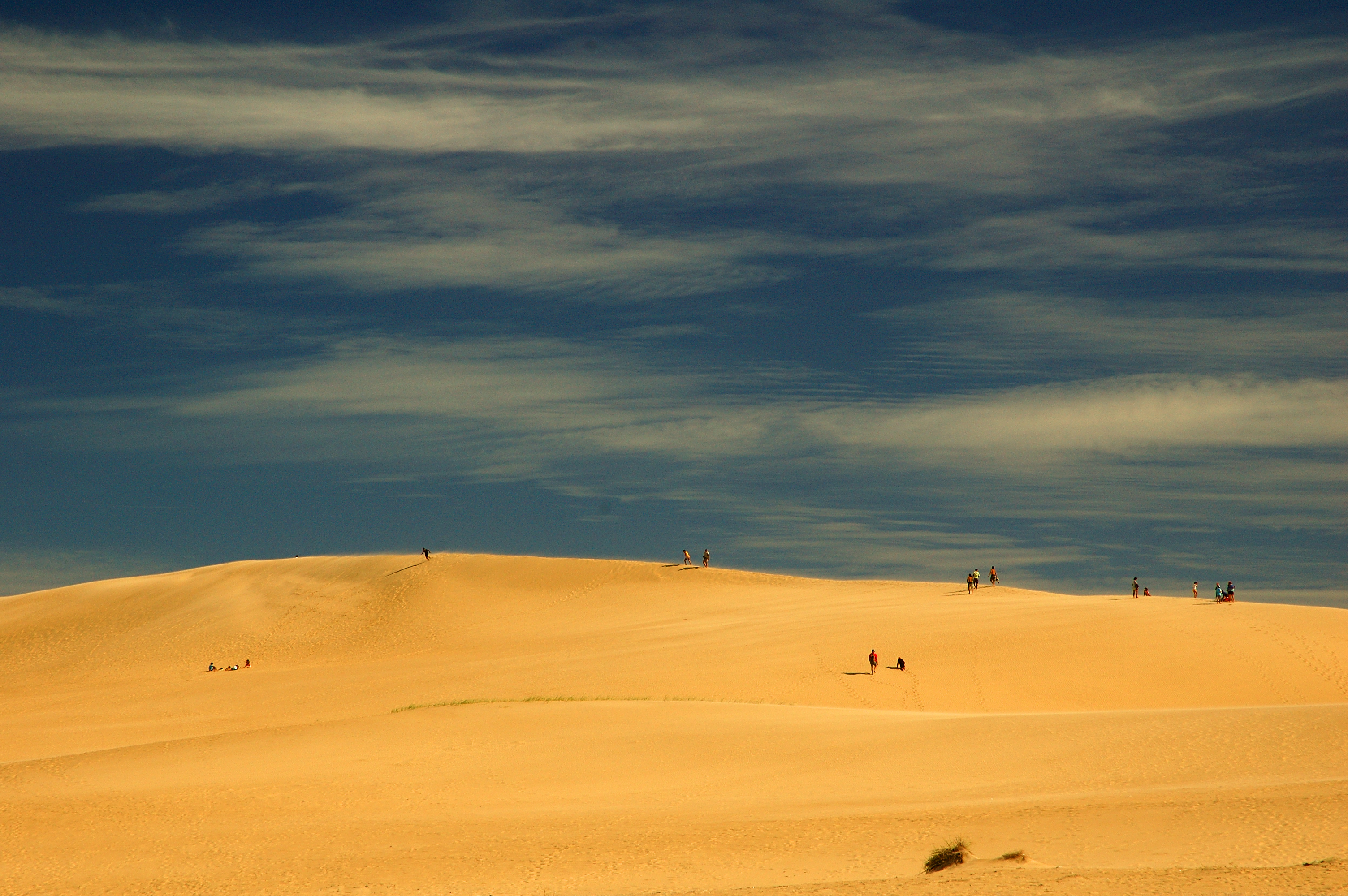
Dunes de sorra a Valizas.

### Hidrografia
La conca de l'Atlàntic es troba separada de la llacuna Merín, mitjançant la Cuchilla de Carbonera, banyada pel riu Cebollatí, on els rierols de l'Aiguá i Alférez vessen les seves aigües a l'oest de Rocha.
El rierol San Miguel marca el límit natural amb l'estat brasiler de Rio Grande do Sul, mentre que el riu San Luis desemboca, després de rebre els seus afluents d'India Muerta i d'altres banyats, sobre la llacuna Merín, relacionada al seu torn amb les llacunes de Garzón, Castillos, Rocha, Negra (o de Difuntos), entre d'altres. Pel que fa a l'oceà Atlàntic, aquest no rep pràcticament a cap rierol, a excepció del Valizas.

### Clima
Rocha presenta un clima temperat, humit i plujós, molt influenciat per la mar. La seva costa baixa i costeruda dificulta el drenatge, per la qual cosa solen aparèixer vastes zones de llacunes, així com petits oasis entre les dunes del centre-nord. L'única nevada important es va registrar el 1991. Les gelades, com en tot el país, són freqüents, sobretot durant l'hivern.

### Flora i fauna

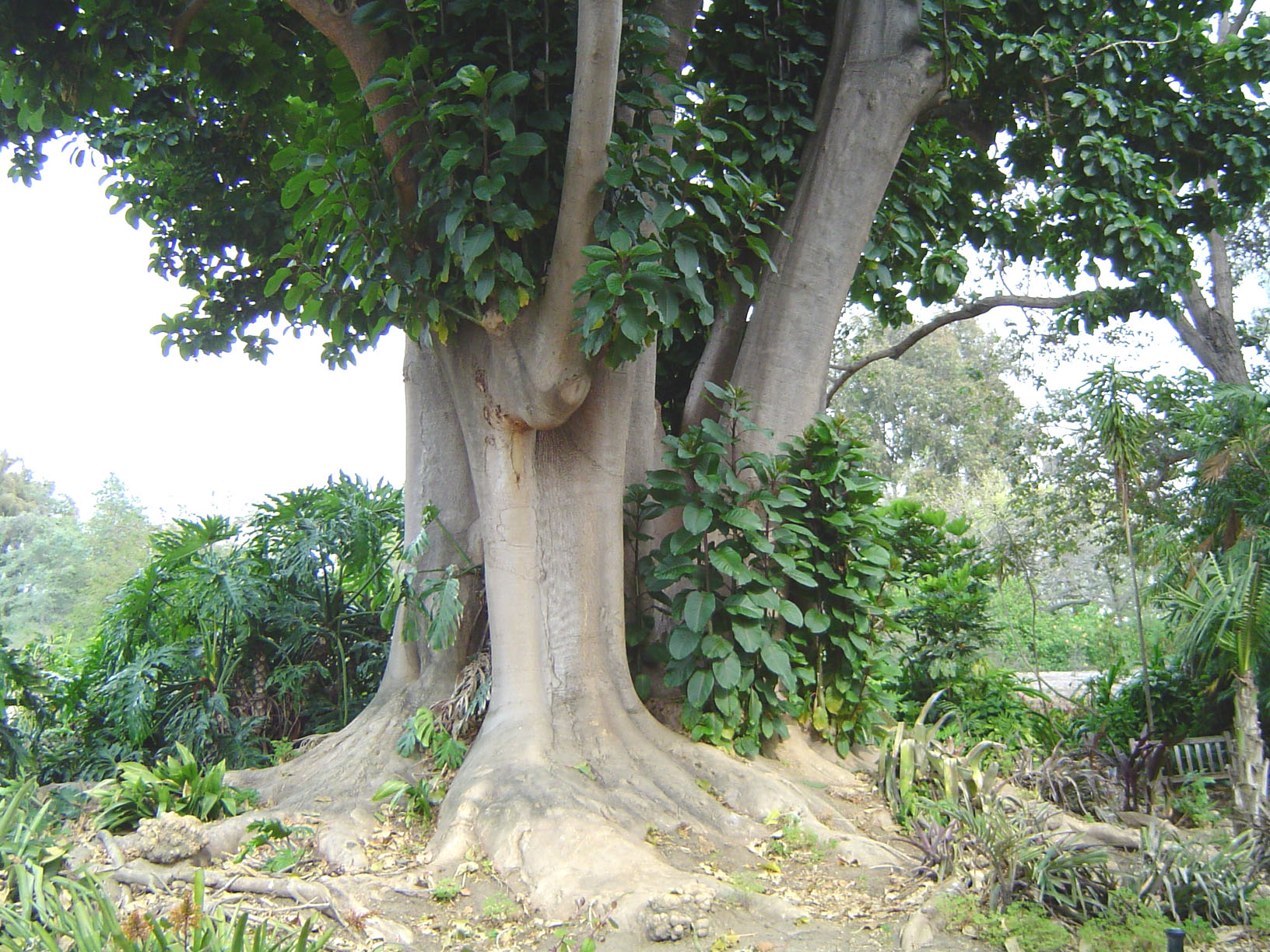
Arbre de bellaombra.

Proper als banyats interiors, emergeixen amb certa magnitud una sèrie de joncs que s'utilitzen per collir arròs.
El departament és famós a més per trobar-se esquitxat per les palmes o palmeres de Yatay, les quals neixen al seu terreny i s'estenen cap al nord del país, acabant el seu trajecte a Salto. Rocha alberga a més el bosc de bellaombres més gran del món i té nombrosos parcs forestals i zones de campament, entre ells, el de Cabo Polonio.
Les espècies animals que habiten al departament són generalment aus de muntanya, teros, capibares, ratpenats, porc espins, escurçons de cascavell, sargantanes, llebres, conills, cabres, etc.
Finalment, ja sobre l'oceà, hi ha esciènids, lluços, rajades, meduses, elefants marins, taurons i, durant els mesos d'hivern (juliol a setembre), es poden trobar pingüins i algunes balenes, moltes de les quals perden el rumb i moren a la costa.

## Economia
L'economia de Rocha és eminentment ramadera, igual com en gairebé tota la resta del país. La cria de bovins i ovins i la venda dels caps de bestiar constitueixen la seva activitat principal. No obstant això, la pesca suposa un altre gran ingrés de capital, i es practica en tot el departament, amb major èmfasi en balnearis com La Paloma, La Pedrera, San Francisco, l'Aguada, etc.
Existeixen a més, dipòsits de coure, lignit i marbre a la cuchilla de Carapé.
Quant a l'agricultura, es produeixen cereals, tabac, tomàquet, blat de moro, hortalisses i fruites. La comercialització de llana cuir i alcohol són també preponderants a la zona.

## Comunicacions
La relativa proximitat de Rocha a la capital nacional, i la seva situació de punt intermedi entre el Brasil i l'Uruguai, fan que sigui un departament molt transitat tant per brasilers com per argentins o uruguaians. S'hi accedeix fàcilment a través de la ruta 9, que neix a Canelones, o seguint la núm. 1 (també coneguda com a "Interbalneària") des de l'avinguda Itàlia de Montevideo cap a l'est.
Els qui venen del veí Rio Grande do Sul, s'endinsen per la nacional núm. 9 després de creuar la frontera uruguaiano-brasilera del Chuy (o Chuí, en portuguès).
La ciutat de Rocha té, així mateix, un aeroport nacional.
La línia fèrria Sudriers-Rocha està clausurada des de 2002 i la Rocha-La Paloma des de 1988, encara que hi ha projectes per a la seva reconstrucció i reobertura relacionats amb la instal·lació d'un port d'aigües profundes al departament.

## Govern
D'acord amb l'article 262 de la Constitució de la República, en matèria d'administració departamental:
| « | el Govern i Administració dels Departaments, a excepció dels serveis de seguretat pública, seran exercits per una Junta Departamental i un Intendent. Tindran la seva seu a la capital de cada departament i iniciaran les seves funcions seixanta dies després de la seva elecció." A més, 'l'Intendent, amb acord de la Junta Departamental, podrà delegar en les autoritats locals l'exercici de determinades comeses en les seves respectives circumscripcions territorials"(...). | » |

## Demografia

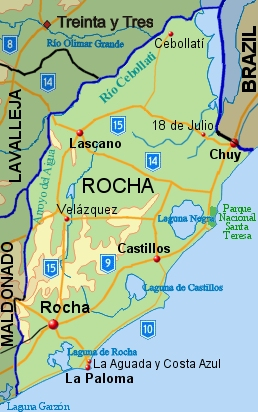
Mapa topogràfic de Rocha amb les principals poblacions del departament.

Segons el cens de 2004, hi havia 69.937 persones i 24.834 habitatges en el departament. La llar mitjana era de 2,8, i per cada 100 dones hi havia un total de 98,2 homes. Segons estimacions de l'Institut Nacional d'Estadística (INE) de l'Uruguai, la situació és preocupant, ja que mentre altres departaments costaners incrementen lleument la seva població, Rocha tendeix, al contrari, a disminuir-la. Això és potser perquè comparat amb altres sectors del país, aquest és encara un racó en fase de desenvolupament i en el qual escassegen tant opcions de salut pública com d'índole cultural i/o social. Les xifres fan suposar que per al 2025, hi haurà un total de 68.290 rochenses, això és, un nombre lleugerament inferior a l'actual i al d'anys anteriors, en els quals excedia les 71.000 persones.
- Taxa de creixement poblacional: -0.028% (2004)
- Taxa de natalitat: 14,34 naixements/1.000 persones (2004)
- Taxa de mortalitat: 10,63 morts/1.000 persones
- Mitjana d'edat: 34,0 (32,8 homes, 35,0 dones)
- Esperança de vida en néixer (2004):

- Mitjana de fills per família: 2,18 fills/dona
- Ingrés urbà per capita (ciutats de 5.000 o més habitants): 4.229,4 pesos uruguaians/mes

Creixement poblacional (habitants):
- 1908: 34.119
- 1963: 55.097
- 1975: 60.258
- 1985: 66.601
- 1996: 70.292
- 2004: 69.937

Els censos anteriors a 1860 s'analitzen de forma conjunta amb els del departament de Maldonado, a partir del qual es va crear Rocha.

### Principals centres urbans

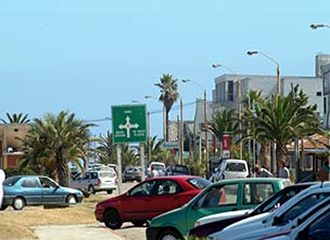
Zona cèntrica de La Paloma, Rocha.

Dins de les ciutats més habitades es troben: Castillos, un emplaçament turístic envoltat de palmeres; Lascano i Chuy, aquesta última sent una metròpoli limítrof amb el Brasil, del qual la separa una avinguda que comparteix amb la seva germana riograndenca Chuí. Els seus principals atractius turístics el componen: La Paloma, ciutat i port balneari per excel·lència; Punta del Diablo, Cabo Polonio, La Coronilla, La Pedrera i La Barra del Chuy.
Finalment, Rocha compta amb dos parcs històrics nacionals, que són la "Fortalesa de Santa Teresa" (antiga base militar en èpoques colonials) i el "Fort de San Miguel".
A continuació s'ofereix una llista de ciutats departamentals amb una població superior als 1.000 habitants segons el cens de 2004, llevat que s'especifiqui el contrari:
| Ciutat/Poble           | Població     |
| ---------------------- | ------------ |
| Castillos              | 7.346 (1996) |
| Cebollatí              | 1.490 (1996) |
| Chuy                   | 9.804 (1996) |
| Dieciocho de Julio     | 1.139 (1996) |
| La Aguada - Costa Azul | 1.125 (1996) |
| La Paloma              | 3.084 (1996) |
| Lascano                | 7.134 (1996) |
| Rocha                  | 26.058       |
| Velázquez              | 1.018 (1996) |